# Mariajo Ilustrajo
Mariajo Ilustrajo est une illustratrice et autrice jeunesse de nationalité espagnole mais établie au Royaume-Uni. Son premier ouvrage, Débordés (Flooded) a reçu plusieurs prix internationaux.

## Biographie
Mariajo Ilustrajo est le nom de plume d'une illustratrice espagnole établie au Royaume-Uni.
Elle grandit et commence ses études en Espagne, étudiant les beaux-arts à partir de 2008 à l’école Arte 10 de Madrid, puis la communication graphique à l'université de Bath Spa en Angleterre dont elle sort diplômée en 2015. Après une résidence artistique dotée par la fondation Uttarayan à Vadodara en Inde, elle intègre un master dans l’illustration de livres pour enfants à l’université Anglia Ruskin de Cambridge en 2018. Elle élabore ses deux premiers ouvrages, Lost (Perdu, deuxième paru) et Flooded (Débordés, premier publié) pendant cette formation.

## Style et thèmes
Mariajo Ilustrajo dit prendre un grand plaisir à expérimenter les techniques graphiques et particulièrement la lithographie. Elle travaille avec une variété de techniques :  l'acrylique, la gouache, le crayon de couleur, l'encre de Chine et la craie grasse, avant d'effectuer des retouches numériques.
Elle affectionne particulièrement le dessin animalier, et trois de ses quatre premiers livres ont pour personnages des animaux légèrement anthropomorphes.  Parmi ses inspirations, elle cite Ana Juan, Rébecca Dautremer, Esther Gili, Isabelle Arsenault, Jon Klassen (en), Jarvis et Marta Altés.
Débordés est facilement interprété comme une fable écologique mettant en scène des animaux bipèdes, avec pour personnage principal un tamarin empereur faisant office de lanceur d'alerte. Il illustre le péril du changement climatique et particulièrement de la montée des océans, que tout le monde semble ignorer. Le récit est cependant optimiste, et se termine par une prise de conscience et un effort de solidarité accepté par tous les animaux.

## Ouvrages
En anglais, Mariajo Ilustrajo est publiée par l'éditeur Frances Lincoln (en) du Groupe Quarto (en).
En français, elle bénéficie curieusement de deux éditeurs adaptateurs : Glénat jeunesse en France, et les éditions canadiennes francophones Les Malins.
- Flooded, mai 2022
  - traduit Débordés en octobre 2022, par Emma Gauthier et Susie Morgenstern pour Glénat Jeunesse
  - traduit Inondés en 2023 par Les Malins
- Lost, 2023
  - traduit Perdu en 2023 par Les Malins
- I Hate Love Books, 2024
  - traduit Moi, j'aime pas les livres, septembre 2024, par Emma Gauthier et Susie Morgenstern pour Glénat
- Help, We Need a Story! illustrations sur un texte de James Harris, 2024
- Oh, Carrots!, 2025

## Adaptations
En 2024, Débordés est adapté en livre audio à l'initiative de l'Unicef avec le soutien de la fondation Visio. L'adaptation est l'œuvre de l'audiodescriptrice Dune Cherville sur une ambiance sonore de Christophe Touzalin et les voix de François Créton, Marie Desgranges, Marie Félix et Ludovic Parfait Goma.

## Récompenses
- Prix Nouveau talent au World Illustration Awards 2020 décerné par l'Association of Illustrators (en), catégorie publication jeunesse et vainqueur toutes catégories pour le projet Flooded, avant publication[7].
- Prix Klaus Flugge 2023 pour Flooded[8]
- Prix du livre illustré 2023, UK Literacy Association[9], dans la catégorie 3 à 6 ans pour Flooded
- Prix Unicef de littérature jeunesse 2025, catégorie 6 à 8 ans, pour Débordés[10]